# 10257 Ґаресинтія
10257 Ґаресинтія (10257 Garecynthia) — астероїд головного поясу, відкритий 16 жовтня 1977 року.
Тіссеранів параметр щодо Юпітера — 3,124.